# Arctornis bilobuncus
Arctornis bilobuncus är en fjärilsart som beskrevs av Holloway 1999. Arctornis bilobuncus ingår i släktet Arctornis och familjen tofsspinnare. Inga underarter finns listade i Catalogue of Life.